# Mogens Falck
Mogens Falck, född 8 juli 1879 i Köpenhamn, död 14 december 1950 i Köpenhamn, var en dansk författare, manusförfattare, redaktör och reklamman.

## Filmmanus
- 1913 – Dr. Nicholson og den blaa Diamant
- 1915 – En fare for samfundet
- 1917 – Vem sköt?